# مارك شو
مارك شو (بالإنجليزية: Mark Shaw)‏ هو مصور أمريكي، ولد في 25 يونيو 1921 في نيويورك في الولايات المتحدة، وتوفي في 26 يناير 1969.